# Tímúrovská dynastie
Tímúrovská dynastie (persky تیموریان), zvaná také Gurkani, byla dynastie vyznávající sunnitský islám turkicko-mongolského původu. Jednalo se o potomky Timura Lenka (známého také jako Tamerlán).
Slovo Gurkani je perská verze mongolského slova kuragan, což znamená zeť. Tento název nese proto, že členové této dynastie jsou potomky zeťů Čingischána, zakladatele Mongolské říše. Členové dynastie byli silně ovlivněni perskou kulturou a vládli dvěma významným říším v historii – Tímúrovské říši (1370–1507) a Mughalské říši (1526–1857), které se rozkládaly na indickém subkontinentu.

## Původ
Tato dynastie pochází z mongolského kmenu Barlas, jehož obyvatelé byli původní mongolskou armádou Čingischána. Poté, co si Mongolové podmanili centrální Asii, kmen Barlas se usadil na území dnešního jižního Kazachstánu. Toto území neslo nějakou dobu název Mongulistán (persky „země Mongolů“).  Zde se smísili s místními Turky a turecky mluvícím obyvatelstvem. V době, kdy vládl zakladatel dynastie Timur, převzal kmen spoustu slovní zásoby od Turků a s nimi i turecké zvyky.
Dodatečně přijali islám a perskou literaturu spolu s kulturou, která dominovala centrální Asii od prvních dnů islámského vlivu. Perská literatura byla nástrojem při asimilaci elit z kmene Barlas a ti se poté v persko-islámském duchu ujali vlády.